# Nuoto ai campionati europei di nuoto 2022 - 200 metri dorso femminili
La gara dei 200 metri dorso femminili dei campionati europei di nuoto 2022 si è svolta l'11 e il 12 agosto 2022 presso il complesso natatorio del Foro Italico, a Roma. Al mattino dell'11 agosto si sono svolte le batterie e nel pomeriggio le semifinali, mentre la finale si è disputata nel pomeriggio del 12 agosto.

## Podio
| Pos.    | Atleta              | Nazione     |
| ------- | ------------------- | ----------- |
| Oro     | Margherita Panziera | Italia      |
| Argento | Katie Shanahan      | Regno Unito |
| Bronzo  | Dóra Molnár         | Ungheria    |

## Record
Prima della manifestazione il record del mondo (RM), il record europeo (EU) e il record dei campionati (RC) erano i seguenti.
|  | 2'03"35 | Regan Smith         | 26 luglio 2019 Gwangju  |
|  | 2'04"94 | Anastasija Fesikova | 1º agosto 2019 Roma     |
|  | 2'06"08 | Margherita Panziera | 23 maggio 2001 Budapest |

Durante la competizione non sono stati migliorati record.

## Risultati

### Batterie
| Pos. | Batteria | Corsia | Atleta                | Nazionalità | Tempo   | Note |
| ---- | -------- | ------ | --------------------- | ----------- | ------- | ---- |
| 1    | 3        | 4      | Margherita Panziera   | Italia      | 2'09"27 | Q    |
| 2    | 1        | 4      | Dóra Molnár           | Ungheria    | 2'09"53 | Q    |
| 3    | 3        | 5      | Eszter Szabó-Feltóthy | Ungheria    | 2'10"17 | Q    |
| 4    | 3        | 3      | Katie Shanahan        | Regno Unito | 2'10"93 | Q    |
| 5    | 3        | 2      | Pauline Mahieu        | Francia     | 2'11"36 | Q    |
| 6    | 1        | 3      | Camila Rebelo         | Portogallo  | 2'12"10 | Q    |
| 7    | 1        | 5      | África Zamorano       | Spagna      | 2'12"22 | Q    |
| 8    | 2        | 6      | Réka Nyirádi          | Ungheria    | 2'12"42 |      |
| 9    | 1        | 2      | Carmen Weiler         | Spagna      | 2'12"44 | Q    |
| 10   | 3        | 8      | Gabriela Georgieva    | Bulgaria    | 2'12"46 | Q    |
| 11   | 1        | 6      | Anastasya Gorbenko    | Israele     | 2'12"94 | Q    |
| 12   | 3        | 6      | Aviv Barzelay         | Israele     | 2'12"95 | Q    |
| 13   | 2        | 4      | Lena Grabowski        | Austria     | 2'13"00 | Q    |
| 14   | 2        | 5      | Federica Toma         | Italia      | 2'13"13 | Q    |
| 15   | 1        | 1      | Sonnele Öztürk        | Germania    | 2'13"18 | Q    |
| 16   | 2        | 3      | Laura Bernat          | Polonia     | 2'13"30 | Q    |
| 17   | 2        | 2      | Emma Terebo           | Francia     | 2'13"89 | Q    |
| 18   | 1        | 7      | Daryna Zevina         | Ucraina     | 2'13"91 |      |
| 19   | 2        | 1      | Lotte Hosper          | Paesi Bassi | 2'14"65 |      |
| 20   | 3        | 1      | Nina Kost             | Svizzera    | 2'15"19 |      |
| 21   | 3        | 7      | Ingeborg Løyning      | Norvegia    | 2'15"40 |      |
| 22   | 2        | 8      | Fanny Borer           | Svizzera    | 2'15"60 |      |
| 23   | 1        | 8      | Karoline Sørensen     | Danimarca   | 2'15"70 |      |
| 24   | 2        | 7      | Aleksa Gold           | Estonia     | 2'15"74 |      |
| 25   | 3        | 0      | Lisa Nystrand         | Svezia      | 2'17"84 |      |

### Semifinali

#### Semifinale 1
| Pos. | Corsia | Atleta             | Nazionalità | Tempo   | Note |
| ---- | ------ | ------------------ | ----------- | ------- | ---- |
| 1    | 5      | Katie Shanahan     | Regno Unito | 2'09"82 | Q    |
| 2    | 4      | Dóra Molnár        | Ungheria    | 2'09"88 | Q    |
| 3    | 7      | Lena Grabowski     | Austria     | 2'10"78 | Q    |
| 4    | 3      | Camila Rebelo      | Portogallo  | 2'11"05 | Q    |
| 5    | 8      | Emma Terebo        | Francia     | 2'11"16 |      |
| 6    | 2      | Anastasya Gorbenko | Israele     | 2'11"46 |      |
| 7    | 6      | Carmen Weiler      | Spagna      | 2'11"78 |      |
| 8    | 1      | Sonnele Öztürk     | Germania    | 2'13"97 |      |

#### Semifinale 2
| Pos. | Corsia | Atleta                | Nazionalità | Tempo   | Note |
| ---- | ------ | --------------------- | ----------- | ------- | ---- |
| 1    | 4      | Margherita Panziera   | Italia      | 2'08"18 | Q    |
| 2    | 5      | Eszter Szabó-Feltóthy | Ungheria    | 2'09"80 | Q    |
| 3    | 8      | Laura Bernat          | Polonia     | 2'10"15 | Q    |
| 4    | 6      | África Zamorano       | Spagna      | 2'11"07 | Q    |
| 5    | 3      | Pauline Mahieu        | Francia     | 2'11"38 |      |
| 6    | 7      | Aviv Barzelay         | Israele     | 2'11"84 |      |
| 7    | 2      | Gabriela Georgieva    | Bulgaria    | 2'12"54 |      |
| 8    | 1      | Federica Toma         | Italia      | 2'15"74 |      |

### Finale
| Pos. | Corsia | Atleta                | Nazionalità | Tempo   | Note |
| ---- | ------ | --------------------- | ----------- | ------- | ---- |
|      | 4      | Margherita Panziera   | Italia      | 2'07"13 |      |
|      | 3      | Katie Shanahan        | Regno Unito | 2'09"26 |      |
|      | 6      | Dóra Molnár           | Ungheria    | 2'09"73 |      |
| 4    | 5      | Eszter Szabó-Feltóthy | Ungheria    | 2'10"23 |      |
| 5    | 1      | Camila Rebelo         | Portogallo  | 2'11"03 |      |
| 6    | 8      | África Zamorano       | Spagna      | 2'11"11 |      |
| 7    | 2      | Laura Bernat          | Polonia     | 2'11"14 |      |
| 8    | 7      | Lena Grabowski        | Austria     | 2'11"23 |      |